# Armatniuw
Armatniuw (ukr. Арматнюв; ros. Арматнюв) – przystanek kolejowy w pobliżu miejscowości Zwierów, w rejonie łuckim, w obwodzie wołyńskim, na Ukrainie. Leży na linii Zdołbunów – Kowel. Położony jest na pasie zieleni rozdzielającym jezdnie drogi krajowej Н22.
Przystanek istniał przed II wojną światową. Nosił wówczas nazwę Zwierów.